# Hararge occidentale
Hararge occidentale è una delle zone amministrative in cui è suddivisa la Regione di Oromia in Etiopia.

## Woreda
La zona è composta da 17 woreda:
1. Anchar
2. Bedesa
3. Boke
4. Burqua Dhintu
5. Chiro town
6. Chiro Zuria
7. Daro Lebu
8. Doba
9. Gemechis
10. Goba Koricha
11. Gumbi Bordede
12. Habro
13. Hawi Gudina
14. Kuni /Oda Bultum
15. Mesela
16. Mieso
17. Tulo